# Parafia św. Mikołaja w Pogrodziu
Parafia św. Mikołaja Biskupa w Pogrodziu – parafia rzymskokatolicka w diecezji elbląskiej. Erygowana w 1365 roku. Do parafii należy miejscowości: Pogrodzie, Brzeziny, Chojnowo, Huta Żuławska, Nowinka, Przybyłowo, Rychnowy, Wodynia. Tereny te położone są w gminie Tolkmicko w powiecie elbląskim w województwie warmińsko-mazurskim.
Kościół parafialny w Pogrodziu został wybudowany w 1879 roku i konsekrowany 8 maja 1883 w roku.